# Hjortholm Voldsted (Samsø)
 Denne artikel omhandler Hjortholm Voldsted (Samsø). Opslagsordet har også en anden betydning, se Hjortholm.
Hjortholm voldsted er resterne af en påbegyndt middelalderborg, der ligger på øen Hjortholm i Stavns Fjord ved Samsø. Borgen stammer fra slutningen af 1200-tallet, men blev aldrig færdiggjort.
Fæstningen blev sandsynligvis påbegyndt som modsvar på truslen fra Stig Andersen Hvide, der havde indtaget og ødelagt Gammel Brattingsborg i 1289, som var kongens tidligere borg på Samsø. I 1295 blev der dog indgået en fredsaftale, hvilket kan forklare, at borgen aldrig blev færdiggjort. Anlægget består af to store borgbanker, adskilt af en tør voldgrav, der går rundt om den nordlige banke. Der findes ingen kilder til borgen.
I 1874 besøgte Magnus Petersen øen og tegnede borgbankerne.
Der blev foretaget arkæologiske udgravninger af borgbanken af Nationalmuseet og Moesgaard Museum i 2012, som en del af et større projekt, der omhandlede alle Samsøs fem middelalderborge. Man udlagde to søgegrøfter på borgbanken, hvor man kunne konstatere, at den aldrig havde været færdigbygget, og der heller ikke fandtes nogle bygninger på banken. Til gengæld fandt man en ca. 17 m lang bygning nedenfor borgen, der stammede fra renæssancen. Der blev bl.a. fundet en bageovn og rester af glasvinduer og grønglaserede tegl, hvilket tyder på at det har været en fornem bygning. Et dokument fra 1523 beskriver at kongens forvalter på Samsø havde pligt at tage sig af kongens heste på Hjortholm. Desuden skulle der være passende logi for kongen.